# تجشؤ
التجشؤ أو التكريع  هو إفراج غازات من الجهاز الهضمي (أساسا المريء والمعدة) عن طريق الفم. يرافقه عادة صوت مميز، وفي بعض الأحيان، ترافقه الرائحة. عند الأكل تذوب في الطعام كمية قليلة من الغازات أو الهواء وتجد طريقها إلى القولون. وعندما تكون الغازات مكونة من غازي النتروجين والأوكسجين والذين يتوفران في الجو، فإن ذلك يعني أن الغازات ناتجة عن ابتلاع كمية من الهواء أثناء تناول الطعام. ويمكن تجنب هذا بتناول الطعام ببطء ومضغ الطعام والفم مغلق وتناول المشروبات عن طريق الشفاطة. كذلك يتسبب شرب المشروبات الغازية والنبيذ ومشروبات الطاقة أو الشمبانيا التي تطرح غاز ثنائي اوكسيد الكربون بعد شربها وبكميات كبيرة حصول حالة التجشؤ بكثرة. إضافة إلى بعض الادوية المستعملة في علاج داء السكري. سبب الصوت المتميز للتجشؤ هو اهتزاز صمام المرئ العلوي عند مرور الغاز خلاله. التجشؤ المصحوب بسوء الهضم والغثيان ووجع المعدة أو الحرقة قد يكون مؤشرا لقرحة في المعدة أو فتق في الحجاب الحاجز ويجب أن يعرض الشخص على طبيب.
في معظم أنحاء العالم يعتبر التجشؤ عادة غير مهذبة. كما أن قلة النشاط البدني وضعف حركة القناة الهضمية وابتلاع الهواء ونوع الغذاء المتناول واضطرابات القناة الهضمية جميعها عوامل تزيد من كمية الغازات والشكوى من أعراض الغازات.

## أسباب کثرة التجشؤ

### العادات الغذائية
تعتبر العادات الغذائية الخاطئة أبرز أسباب التجشؤ فکل من الإفراط في الأکل وعدم اتباع زمن محدد للاکل وتناول کميات کبيرة من الدهون هي تعد اسبابا بکثرة التجشؤ کما اکل الاطعمة الغنية بالتوابل سببا اخرا لازعاج الجهاز الهضمي وبروز التشجؤ.
هذا وان شرب المياه والمشرويات الغازيه يزيد من إنتاج بعض الغازات في المعدة حيث انه إخراج هذه الغازات تتسبب بالتجشؤ فبدلا من ذلک اشربوا المياه فان شربتم اشفقتم علي صحة جسدکم.